# Wit Stwosz (opera)
Wit Stwosz – opera w 3 aktach z prologiem i epilogiem Józefa Świdra z roku 1974.
Prapremiera odbyła się w Operze Śląskiej w Bytomiu pod kierownictwem muzycznym Napoleona Siessa w reżyserii Jerzego Rakowieckiego.
Opera na motywach życia Wita Stwosza. Finałem utworu (epilogiem) jest odsłonięcie ołtarza Wita Stwosza w Krakowie.
W operze powtarzają się motywy hejnału mariackiego, melodie i rytmy krakowiaka, motywy muzyki staropolskiej i religijnej, odzywają się także charakterystyczne krakowskie dzwonki.
Osoby:
- Wit Stwosz
- Barbara
- Joanna
- Heydek
- Baltazar
- Luiza
- Rodryk
- Nawiedzony
- Burmistrz